# Las Granjas de Bèumont
Granges-les-Beaumont és un municipi francès situat al departament de la Droma i a la regió d'Alvèrnia-Roine-Alps. L'any 2007 tenia 947 habitants.

## Demografia

### Població
El 2007 la població de fet de Granges-les-Beaumont era de 947 persones. Hi havia 360 famílies de les quals 72 eren unipersonals (24 homes vivint sols i 48 dones vivint soles), 120 parelles sense fills, 148 parelles amb fills i 20 famílies monoparentals amb fills.
La població ha evolucionat segons el següent gràfic:
Habitants censats

### Habitatges
El 2007 hi havia 393 habitatges, 361 eren l'habitatge principal de la família, 21 eren segones residències i 11 estaven desocupats. 342 eren cases i 34 eren apartaments. Dels 361 habitatges principals, 290 estaven ocupats pels seus propietaris, 63 estaven llogats i ocupats pels llogaters i 8 estaven cedits a títol gratuït; 18 tenien dues cambres, 22 en tenien tres, 117 en tenien quatre i 204 en tenien cinc o més. 295 habitatges disposaven pel capbaix d'una plaça de pàrquing. A 137 habitatges hi havia un automòbil i a 206 n'hi havia dos o més.

### Piràmide de població
La piràmide de població per edats i sexe el 2009 era:
| Homes | Edats   | Dones |
| ----- | ------- | ----- |
| 0     | 95 o +  | 0     |
| 4     | 90 a 94 | 0     |
| 0     | 85 a 89 | 12    |
| 0     | 80 a 84 | 0     |
| 16    | 75 a 79 | 8     |
| 12    | 70 a 74 | 4     |
| 8     | 65 a 69 | 16    |
| 24    | 60 a 64 | 8     |
| 24    | 55 a 59 | 28    |
| 20    | 50 a 54 | 40    |
| 56    | 45 a 49 | 44    |
| 60    | 40 a 44 | 64    |
| 16    | 35 a 39 | 40    |
| 16    | 30 a 34 | 24    |
| 24    | 25 a 29 | 16    |
| 40    | 20 a 24 | 20    |
| 48    | 15 a 19 | 52    |
| 56    | 10 a 14 | 60    |
| 32    | 5 a 9   | 32    |
| 20    | 0 a 4   | 8     |

## Economia
El 2007 la població en edat de treballar era de 650 persones, 464 eren actives i 186 eren inactives. De les 464 persones actives 433 estaven ocupades (227 homes i 206 dones) i 31 estaven aturades (14 homes i 17 dones). De les 186 persones inactives 57 estaven jubilades, 72 estaven estudiant i 57 estaven classificades com a «altres inactius».

### Ingressos
El 2009 a Granges-les-Beaumont hi havia 362 unitats fiscals que integraven 1.005,5 persones, la mediana anual d'ingressos fiscals per persona era de 17.671 €.

### Activitats econòmiques
Dels 33 establiments que hi havia el 2007, 4 eren d'empreses extractives, 5 d'empreses de fabricació d'altres productes industrials, 4 d'empreses de construcció, 4 d'empreses de comerç i reparació d'automòbils, 5 d'empreses d'hostatgeria i restauració, 8 d'empreses de serveis i 3 d'empreses classificades com a «altres activitats de serveis».
Dels 7 establiments de servei als particulars que hi havia el 2009, 3 eren paletes, 2 perruqueries, 1 restaurant i 1 saló de bellesa.
L'any 2000 a Granges-les-Beaumont hi havia 24 explotacions agrícoles que ocupaven un total de 720 hectàrees.

## Equipaments sanitaris i escolars
El 2009 hi havia una escola elemental.

## Poblacions més properes
El següent diagrama mostra les poblacions més properes.